# Adolfo Rodríguez Vidal
Adolfo Rodríguez Vidal (Tarragona (España), 20 de julio de 1920 - Santiago de Chile, 8 de noviembre de 2003) fue un ingeniero naval y obispo español, afincado en Chile, obispo de Los Ángeles (Chile) (1988-1994), y emérito (1994-2003).

## Biografía
Hijo de Rafael Rodríguez Annoni y Mercedes Vidal Planas, tenía tres hermanos. Estudió Ingeniería Naval en la Escuela Técnica Superior de Ingenieros Navales de Madrid, y se doctoró en Ciencias Físicas. En 1940 conoció a Josemaría Escrivá de Balaguer, y el 20 de julio de ese año se incorporó al Opus Dei. Terminada la carrera universitaria trabajó como ingeniero.
Fue ordenado sacerdote el 25 de abril de 1948, en la Iglesia del Espíritu Santo (Madrid) por Casimiro Morcillo, obispo auxiliar y vicario general de la diócesis de Madrid. En septiembre de 1961 obtiene la licenciatura en Derecho Canónico en la Universidad de Navarra, y en 1965 se doctoró en  dicha facultad.
En 1971 concluye el proyecto de renovación del Código de Derecho Canónico y de la Ley Fundamental de la Iglesia (LEF).

### Labor del Opus Dei en Chile
El 18 de enero de 1950 Josemaría Escrivá le pregunta si estaría dispuesto a ir a Chile para comenzar la labor apostólica del Opus Dei allí. Tomada la decisión de ir, el 28 de febrero de 1950 emprende el viaje y el cinco de marzo de 1950 llega a la capital chilena. Por la tarde de ese día, acude a rezar a la Virgen del Carmen, patrona del país en el que pasaría el resto de su vida. Fue vicario regional del Opus Dei (1950-1959 y 1966-1988), así como delegado de esta institución para Chile, Argentina y Uruguay (entre mayo de 1959 y abril de 1965); y para Perú, Paraguay y Brasil (entre abril de 1962 y mayo de 1966).
Asesor de la Acción Católica Universitaria en Santiago, profesor de mecánica racional en la Escuela de Ingeniería de la Universidad de Chile, de Derecho canónico en la Católica y en el Instituto Politécnico Militar y, desde 1968, abogado ante el Tribunal Eclesiástico de Santiago. También ocupó diferentes cargos en la Conferencia Episcopal de Chile.
Dirigió muchos retiros espirituales para sacerdotes, personas casadas y estudiantes universitarios. Desarrolló una extensa labor pastoral de formación doctrinal y dirección espiritual con personas variadas. Promovió vocaciones al sacerdocio y al apostolado en medio de las actividades familiares y laborales.

### Obispo Santa María de Los Ángeles (Chile)

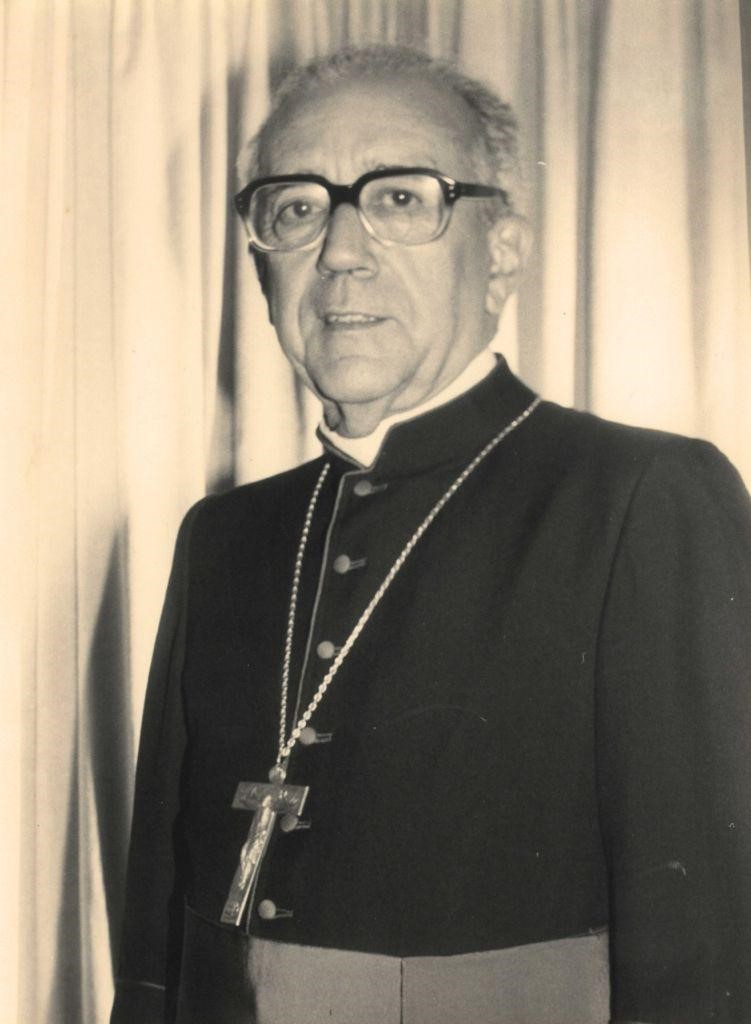
Adolfo Rodríguez Vidal, obispo de Santa María de Los Ángeles (Chile)

Juan Pablo II lo nombra Obispo el 5 de julio de 1988 de la Diócesis Santa María de Los Ángeles, siendo ordenado en la catedral de Santiago el 28 de agosto de 1988, y tomando posesión de la diócesis el 4 de septiembre de ese año. Su lema episcopal fue Non ministrari sed ministrare (no ser servido sino servir). El 19 de febrero de 1994 el papa aceptó su renuncia por motivos de salud.

### Fallecimiento
Falleció, después de años de sufrir la enfermedad de Alzheimer, poco después de las seis de la tarde del 8 de noviembre de 2003. Dos días después se celebró su funeral en la catedral de Santiago. Asistieron ocho obispos, sesenta sacerdotes y numerosos personas que abarrotaron el templo. Su cuerpo reposa en la Catedral de Santa María de los Ángeles.

### Proceso de Beatificación
En noviembre de 2017 la Conferencia Episcopal de Chile aprobó el proceso de beatificación del padre Adolfo, que se abrió a fines de mayo de 2018 en la Diócesis Santa María de Los Ángeles. Actualmente es Siervo de Dios.